# Aretha Franklin

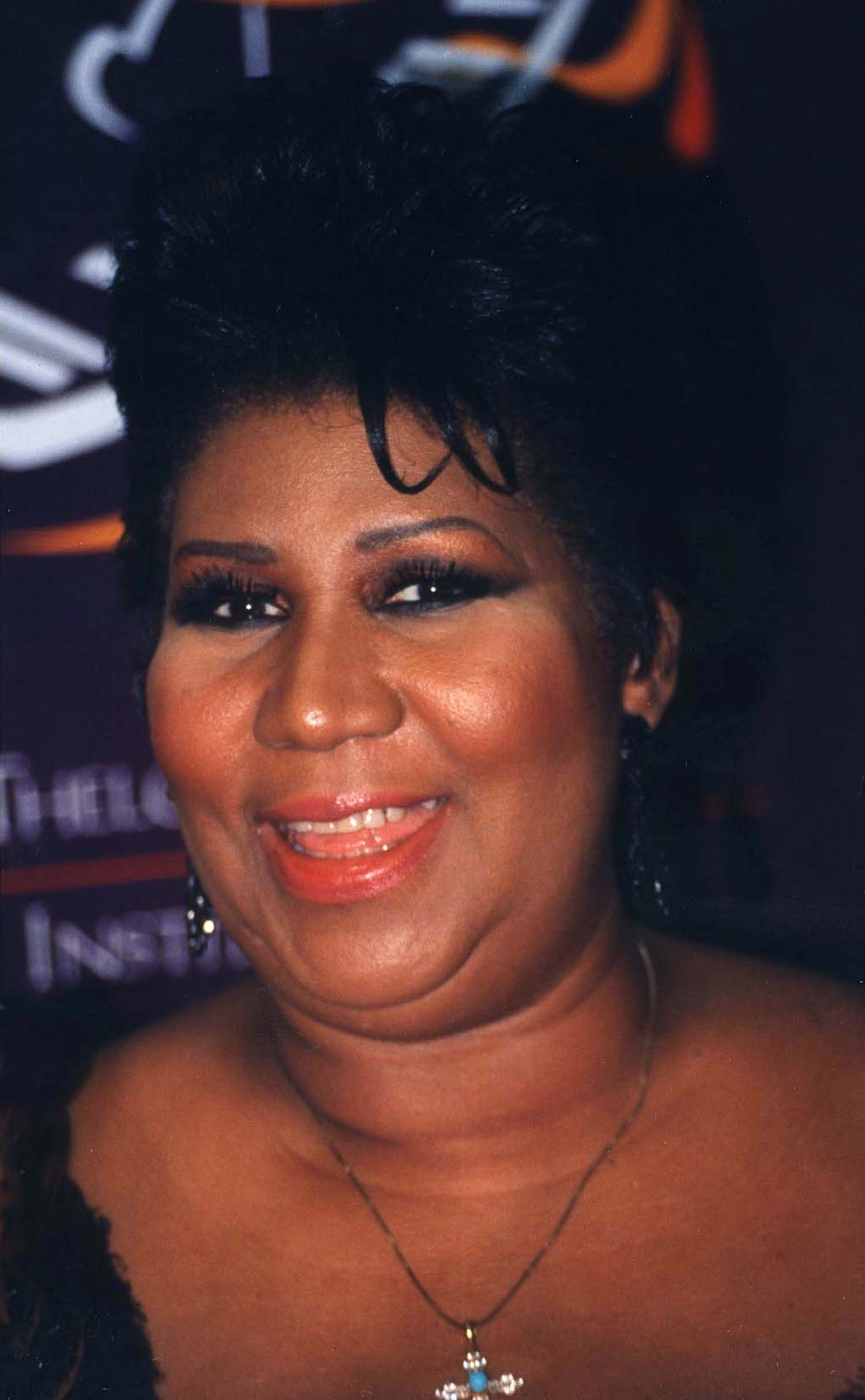
Aretha Franklin, 1998

Aretha Louise Franklin (* 25. März 1942 in Memphis, Tennessee; † 16. August 2018 in Detroit, Michigan) war eine US-amerikanische Soul-Sängerin, Songwriterin und Pianistin. Wegen ihrer herausragenden Bedeutung für die Soulmusik wird sie auch „First Lady of Soul“ oder „Queen of Soul“ genannt. Ihr musikalisches Spektrum umfasste auch R&B, Gospel, Jazz, Pop und Dance.

## Leben und Wirken

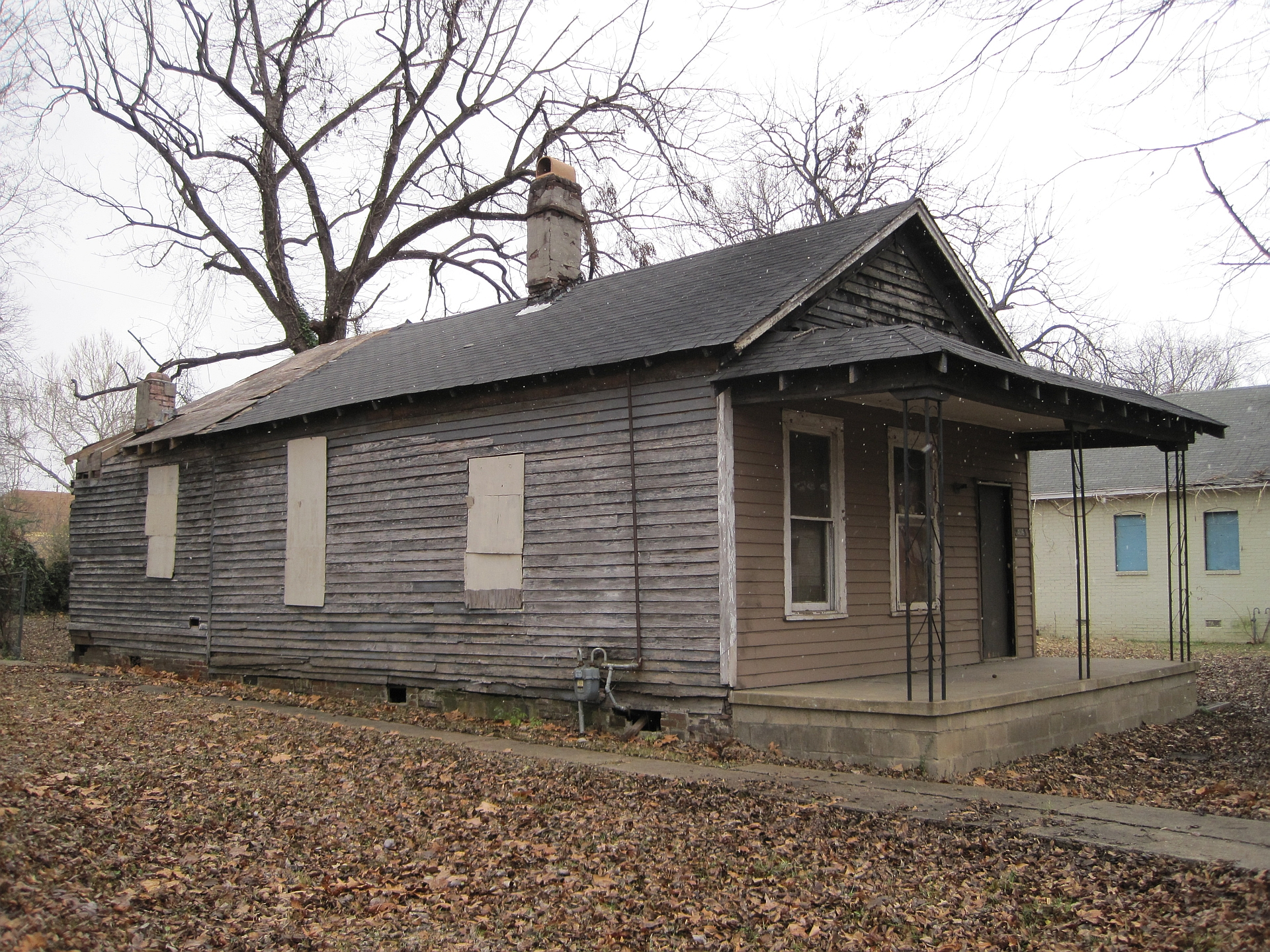
Aretha Franklins Geburtshaus in Memphis (406 Lucy Avenue)

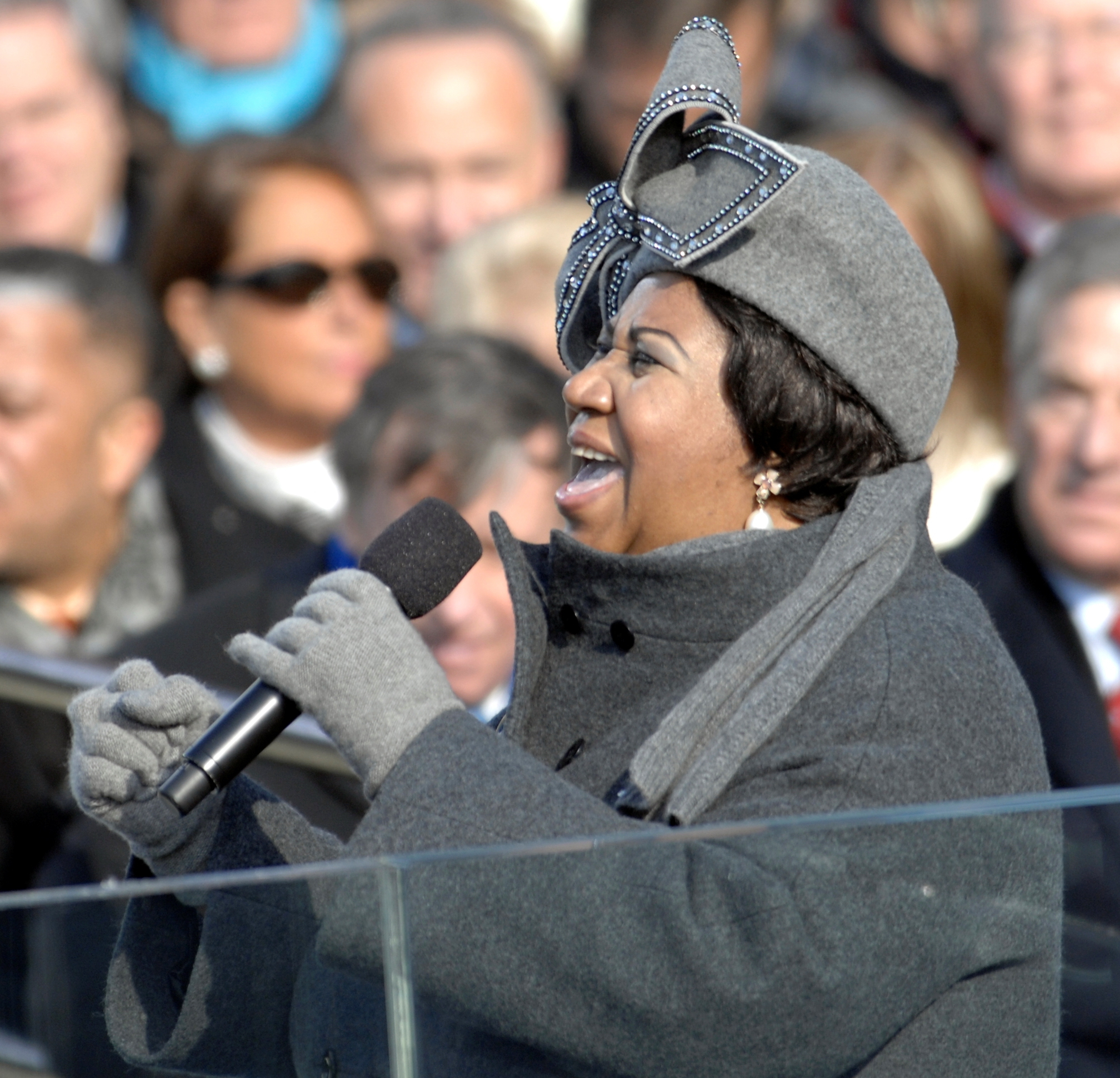
Franklin bei der Amtseinführung von US-Präsident Barack Obama im Januar 2009

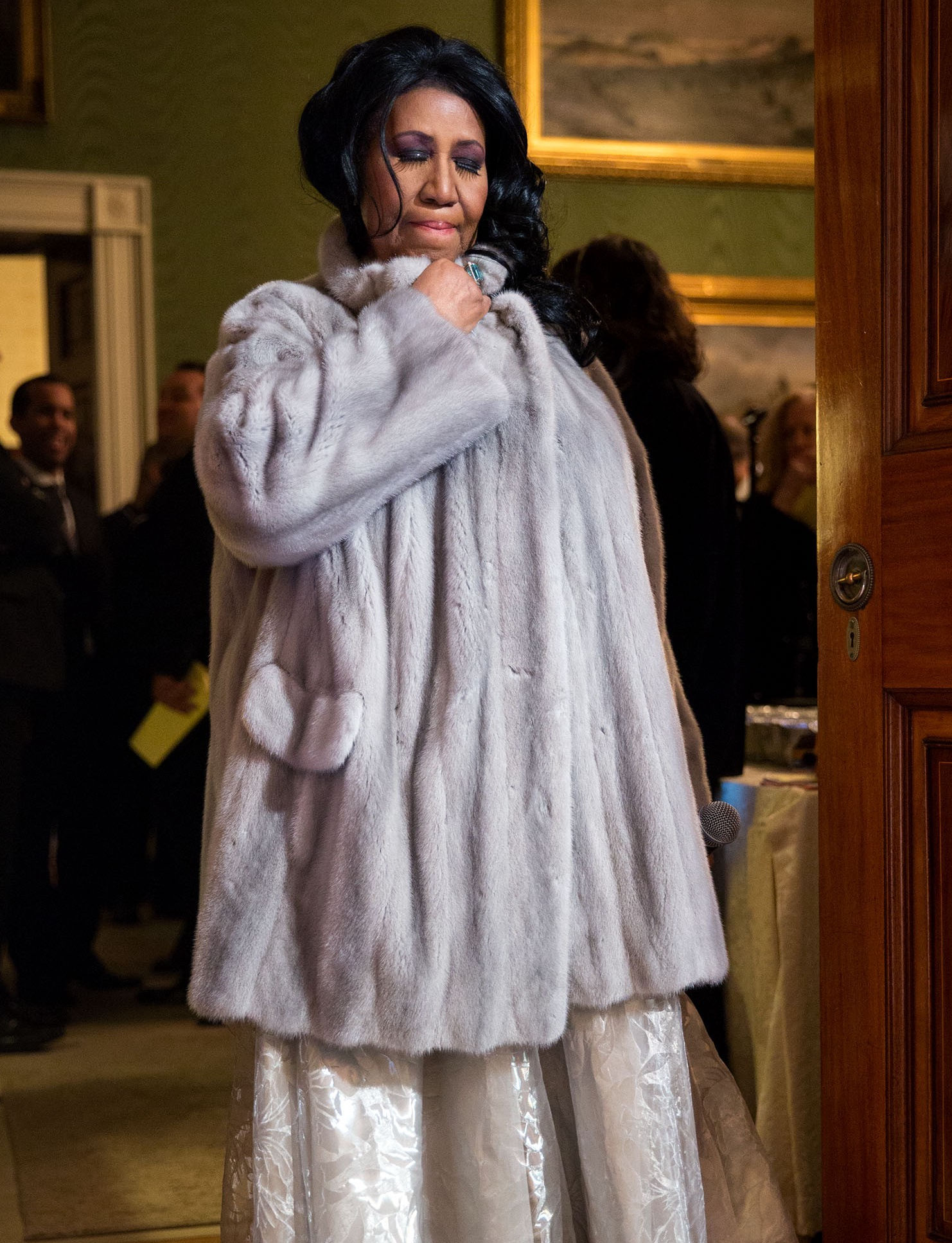
Aretha Franklin vor einem Auftritt im Weißen Haus, 2015

### Kindheit und Jugend
Aretha Franklin wurde am 25. März 1942 in Memphis, Tennessee geboren. Ihre Mutter Barbara Siggers Franklin (1917–1952) war eine Pianistin und Sängerin, sie starb kurz vor Aretha Franklins zehntem Geburtstag mit 34 Jahren an einem Herzinfarkt. Ihr Vater Clarence LaVaughn Franklin war ein bekannter Baptistenprediger.
Aretha Franklin wuchs mit vier Geschwistern in der Industriemetropole Detroit (US-Bundesstaat Michigan) auf. Durch ihren Vater kam sie schon früh mit der Musik in Berührung. Sie sang mit ihren beiden Schwestern Carolyn und Erma im Chor der „New Bethel Baptist Church“ ihres Vaters. Bekannte Musiker und Sänger wie Mahalia Jackson, Sam Cooke, Clara Ward und die Ward Sisters erschienen zu den Gottesdiensten. Gesangs- und Klavierunterricht nahm Aretha Franklin bei dem Komponisten und Gospelsänger James Cleveland.

### Karriere
Im Jahr 1956 erschien Aretha Franklins erste Schallplatte, ein Gospelalbum. Im Alter von 18 Jahren begann sie, neben Gospel auch Popmusik aufzunehmen. Bei Columbia Records wurde 1960 ihre erste Popschallplatte veröffentlicht. Die LP blieb zwar ohne Erfolg, eröffnete ihr aber eine neue Karriere als Clubsängerin. 1967 wechselte sie zu Atlantic Records. Dort schaffte sie den Durchbruch gleich mit ihrer ersten Single: I Never Loved a Man (The Way I Love You), zusammen mit Do Right Woman, Do Right Man in Rick Halls FAME Studios in Muscle Shoals (Alabama) aufgenommen, verkaufte sich über eine Million Mal.
Ende der 1960er-Jahre wurde Aretha Franklin zu einer der Ikonen der schwarzen Musik und erhielt ihren Beinamen „Queen of Soul“. Ihr Nummer-eins-Hit Respect aus dem Jahr 1967 wurde zu einer Hymne der afroamerikanischen Bürgerrechtsbewegung und schon bald zu einem der bedeutendsten Soul-Klassiker. Die Zeit bezeichnete den Song als „Manifest des schwarzen Befreiungskampfes“. Das Thema des Songs machte Respect auch zu einer Hymne der Frauenbewegung.
Am 12. Juni 1971 trat Aretha Franklin im Casino Kursaal des Montreux Jazz Festival auf. Die Presse bezeichnete ihren Auftritt als einen Zyklon, der über Montreux niedergegangen sei.
Nach ihrem Auftritt in dem Film Blues Brothers wechselte sie 1980 zu Arista Records. Dort konnte sie mit weiteren Nummer-eins-Hits und Grammys an frühere Erfolge anknüpfen. Ihre erfolgreichsten Alben wurden Jump to It (produziert von Luther Vandross), Who’s Zoomin’ Who (produziert von Narada Michael Walden) und A Rose Is Still a Rose. In ihren Arista-Jahren nahm sie viele Duette auf, unter anderem I Knew You Were Waiting (For Me) mit George Michael, Sisters Are Doin’ It for Themselves mit den Eurythmics, Gimme Your Love mit James Brown und Through the Storm mit Elton John. Im Jahr 1986 erschien Jumpin’ Jack Flash, mit Keith Richards zusammen eingespielt, auf dem Album Aretha. 1998 sprang sie für Luciano Pavarotti ein und sang Puccinis Opernarie Nessun dorma. 2003 beendete sie ihre Zusammenarbeit mit dem Label Arista Records und gründete ein eigenes Label Aretha. 2008 erschien ihr erstes Weihnachtsalbum This Christmas Aretha. 2011 erschien auf ihrem eigenen Label Aretha’s Records A Woman Falling Out of Love. Kurz darauf kehrte sie zu einem großen Label zurück und veröffentlichte 2014 auf RCA Records ein Coveralbum mit Pop- und Soulklassikern, wie beispielsweise der von Prince geschriebene Song Nothing Compares 2 U.
Aretha Franklin hielt lange den Rekord für die meisten Singles in den US-amerikanischen Charts, sie gehörte zu den Künstlern mit den meisten verkauften Tonträgern weltweit. Sie unterstützte einige wohltätige Organisationen und politische Aktivisten, darunter die National Association for the Advancement of Colored People und die Special Olympics.

### Privatleben
Franklin bekam ihren ersten Sohn Clarence 1955 im Alter von zwölf Jahren, den zweiten Sohn Edward 1957 mit vierzehn Jahren. Von 1961 bis 1969 war sie mit Ted White verheiratet, der auch ihr Manager war. Er ist der Vater ihres 1964 geborenen Sohnes Ted Jr. Nach der Trennung von White bekam sie mit ihrem Tourmanager Ken Cunningham einen vierten Sohn, Kecalf. Von 1978 bis 1984 war sie mit dem Schauspieler Glynn Turman verheiratet.
Franklin hatte seit einem Zwischenfall im Jahr 1984 extreme Flugangst, weshalb sie ab Mitte der 1980er-Jahre ausschließlich in Nordamerika auftrat. Im Jahr 1983 hatte sie zuletzt Europa besucht. 1999 erschien ihre Autobiografie From These Roots.
Im Jahr 2010 wurde bei ihr Bauchspeicheldrüsenkrebs diagnostiziert. Aretha Franklin erlag am 16. August 2018 im Alter von 76 Jahren ihrem Krebsleiden, einem neuroendokrinen Tumor der Bauchspeicheldrüse.

## Diskografie
Studioalben

| Jahr | Titel                                                | Höchstplatzierung, Gesamtwochen, AuszeichnungChartplatzierungen (Jahr, Titel, Platzierungen, Wochen, Auszeichnungen, Anmerkungen) | Höchstplatzierung, Gesamtwochen, AuszeichnungChartplatzierungen (Jahr, Titel, Platzierungen, Wochen, Auszeichnungen, Anmerkungen) | Höchstplatzierung, Gesamtwochen, AuszeichnungChartplatzierungen (Jahr, Titel, Platzierungen, Wochen, Auszeichnungen, Anmerkungen) | Höchstplatzierung, Gesamtwochen, AuszeichnungChartplatzierungen (Jahr, Titel, Platzierungen, Wochen, Auszeichnungen, Anmerkungen) | Höchstplatzierung, Gesamtwochen, AuszeichnungChartplatzierungen (Jahr, Titel, Platzierungen, Wochen, Auszeichnungen, Anmerkungen) | Höchstplatzierung, Gesamtwochen, AuszeichnungChartplatzierungen (Jahr, Titel, Platzierungen, Wochen, Auszeichnungen, Anmerkungen) | Anmerkungen |
| Jahr | Titel                                                | DE | AT | CH | UK | US | R&B | Anmerkungen |
| ---- | ---------------------------------------------------- | --- | --- | --- | --- | --- | --- | --- |
| 1961 | Aretha                                               | — | — | — | — | — | — | Erstveröffentlichung: 27. Februar 1961 mit The Ray Bryant Combo                                                       |
| 1962 | The Electrifying Aretha Franklin                     | — | — | — | — | — | — | Erstveröffentlichung: 19. März 1962                                                                                   |
| 1962 | The Tender, the Moving, the Swinging Aretha Franklin | — | — | — | — | US69 (12 Wo.)US | — | Erstveröffentlichung: 13. August 1962                                                                                 |
| 1963 | Laughing On the Outside                              | — | — | — | — | — | — | Erstveröffentlichung: 12. August 1963                                                                                 |
| 1964 | Unforgettable – A Tribute to Dinah Washington        | — | — | — | — | — | — | Erstveröffentlichung: 18. Februar 1964                                                                                |
| 1964 | Runnin’ Out of Fools                                 | — | — | — | — | US84 (13 Wo.)US | R&B9 (1 Wo.)R&B | Erstveröffentlichung: 16. November 1964                                                                               |
| 1965 | Yeah!!!                                              | — | — | CH93 (1 Wo.)CH | — | US101 (8 Wo.)US | R&B8 (4 Wo.)R&B | Erstveröffentlichung: 17. Mai 1965 Charteinstieg CH: 2022                                                             |
| 1966 | Soul Sister                                          | — | — | — | — | US132 (4 Wo.)US | R&B8 (8 Wo.)R&B | Erstveröffentlichung: 13. Juni 1966                                                                                   |
| 1967 | Take It Like You Give It                             | — | — | — | — | — | — | Erstveröffentlichung: 1967                                                                                            |
| 1967 | I Never Loved a Man the Way I Love You               | — | — | — | UK36 (2 Wo.)UK | US2 (79 Wo.)US | R&B1 (66 Wo.)R&B | Erstveröffentlichung: 10. März 1967 Platz 84 der 500 besten Alben aller Zeiten (Rolling Stone); All-TIME 100 Album    |
| 1967 | Aretha Arrives                                       | — | — | — | — | US5 Gold · (41 Wo.)US | R&B1 (28 Wo.)R&B | Erstveröffentlichung: 4. August 1967 Verkäufe: + 500.000                                                              |
| 1968 | Lady Soul                                            | DE18 (12 Wo.)DE | — | — | UK25 (18 Wo.)UK | US2 Gold · (52 Wo.)US | R&B1 (53 Wo.)R&B | Erstveröffentlichung: 22. Januar 1968 Verkäufe: + 500.000; Platz 85 der 500 besten Alben aller Zeiten (Rolling Stone) |
| 1968 | Aretha Now                                           | DE26 (24 Wo.)DE | — | — | UK6 (11 Wo.)UK | US3 Gold · (35 Wo.)US | R&B1 (35 Wo.)R&B | Erstveröffentlichung: 14. Juni 1968 Verkäufe: + 500.000                                                               |
| 1969 | Aretha Franklin: Soul ’69                            | — | — | — | — | US15 (32 Wo.)US | R&B1 (32 Wo.)R&B | Erstveröffentlichung: 17. Januar 1969                                                                                 |
| 1969 | Soft and Beautiful                                   | — | — | — | — | — | R&B29 (9 Wo.)R&B | Erstveröffentlichung: April 1969                                                                                      |
| 1970 | This Girl’s in Love with You                         | — | — | — | — | US17 (30 Wo.)US | R&B2 (31 Wo.)R&B | Erstveröffentlichung: 15. Januar 1970                                                                                 |
| 1970 | Spirit in the Dark                                   | — | — | — | — | US25 (22 Wo.)US | R&B2 (26 Wo.)R&B | Erstveröffentlichung: 24. August 1970                                                                                 |
| 1972 | Young, Gifted & Black                                | — | — | — | — | US11 Gold · (31 Wo.)US | R&B2 (27 Wo.)R&B | Erstveröffentlichung: 24. Januar 1972 Verkäufe: + 500.000; Grammy (R&B Vocal Female)                                  |
| 1973 | Hey Now Hey (The Other Side of the Sky)              | — | — | — | — | US30 (20 Wo.)US | R&B2 (21 Wo.)R&B | Erstveröffentlichung: 25. Juni 1973                                                                                   |
| 1974 | Let Me in Your Life                                  | — | — | — | — | US14 (25 Wo.)US | R&B1 (38 Wo.)R&B | Erstveröffentlichung: 25. Februar 1974                                                                                |
| 1974 | With Everything I Feel in Me                         | — | — | — | — | US57 (13 Wo.)US | R&B6 (12 Wo.)R&B | Erstveröffentlichung: 25. November 1974                                                                               |
| 1975 | You                                                  | — | — | — | — | US83 (11 Wo.)US | R&B9 (14 Wo.)R&B | Erstveröffentlichung: 16. Oktober 1975                                                                                |
| 1977 | Sweet Passion                                        | — | — | — | — | US49 (19 Wo.)US | R&B6 (23 Wo.)R&B | Erstveröffentlichung: 19. Mai 1977                                                                                    |
| 1978 | Almighty Fire                                        | — | — | — | — | US63 (11 Wo.)US | R&B12 (13 Wo.)R&B | Erstveröffentlichung: 13. April 1978                                                                                  |
| 1979 | La Diva                                              | — | — | — | — | US146 (6 Wo.)US | R&B25 (10 Wo.)R&B | Erstveröffentlichung: 6. September 1979                                                                               |
| 1980 | Aretha                                               | — | — | — | — | — | R&B6 (37 Wo.)R&B | Erstveröffentlichung: 30. September 1980                                                                              |
| 1981 | Love All the Hurt Away                               | — | — | — | — | US36 (17 Wo.)US | R&B4 (23 Wo.)R&B | Erstveröffentlichung: 20. August 1981                                                                                 |
| 1982 | Jump to It                                           | — | — | — | — | US23 Gold · (30 Wo.)US | R&B1 (38 Wo.)R&B | Erstveröffentlichung: 26. Juli 1982 Verkäufe: + 500.000; Produzent: Luther Vandross                                   |
| 1983 | Get It Right                                         | — | — | — | — | US36 (18 Wo.)US | R&B4 (26 Wo.)R&B | Erstveröffentlichung: 14. Juli 1983 Produzent: Luther Vandross                                                        |
| 1985 | Who’s Zoomin’ Who?                                   | DE46 (16 Wo.)DE | — | CH21 (8 Wo.)CH | UK49 Silber · (12 Wo.)UK | US13 Platin · (51 Wo.)US | R&B3 (51 Wo.)R&B | Erstveröffentlichung: 9. Juli 1985 Verkäufe: + 1.170.000                                                              |
| 1986 | Aretha                                               | DE45 (3 Wo.)DE | — | CH23 (3 Wo.)CH | UK51 (13 Wo.)UK | US32 Gold · (39 Wo.)US | R&B7 (39 Wo.)R&B | Erstveröffentlichung: 27. Oktober 1986 Verkäufe: + 550.000; Grammy (R&B Vocal Female)                                 |
| 1989 | Through the Storm                                    | DE61 (10 Wo.)DE | — | CH19 (5 Wo.)CH | UK46 (1 Wo.)UK | US55 (18 Wo.)US | R&B21 (26 Wo.)R&B | Erstveröffentlichung: 25. April 1989                                                                                  |
| 1991 | What You See Is What You Sweat                       | — | AT34 (2 Wo.)AT | CH26 (6 Wo.)CH | — | US153 (7 Wo.)US | R&B28 (20 Wo.)R&B | Erstveröffentlichung: 25. Juni 1991                                                                                   |
| 1998 | A Rose Is Still a Rose                               | — | AT46 (2 Wo.)AT | CH36 (6 Wo.)CH | — | US30 Gold · (15 Wo.)US | R&B7 (22 Wo.)R&B | Erstveröffentlichung: 24. März 1998 Verkäufe: + 500.000                                                               |
| 2003 | So Damn Happy                                        | — | — | — | — | US33 (11 Wo.)US | R&B11 (29 Wo.)R&B | Erstveröffentlichung: 16. September 2003                                                                              |
| 2008 | This Christmas, Aretha                               | — | — | — | — | US102 (7 Wo.)US | — | Erstveröffentlichung: 14. Oktober 2008                                                                                |
| 2011 | A Woman Falling Out of Love                          | — | — | — | — | US54 (2 Wo.)US | R&B15 (10 Wo.)R&B | Erstveröffentlichung: 3. Mai 2011                                                                                     |
| 2014 | Sings the Great Diva Classics                        | — | — | CH30 (2 Wo.)CH | UK32 (2 Wo.)UK | US13 (6 Wo.)US | R&B3 (14 Wo.)R&B | Erstveröffentlichung: 17. Oktober 2014                                                                                |

grau schraffiert: keine Chartdaten aus diesem Jahr verfügbar

## Film und Fernsehen
Aretha Franklin wirkte in dem Spielfilm Blues Brothers (1980) und seinem Sequel Blues Brothers 2000 (1998) mit.
In einem Werbespot der Schokoriegel-Marke Snickers für das deutsche Fernsehen (2010) verkörperte Franklin eine Diva. Den von Regisseur Craig Gillespie und Kameramann Emmanuel Lubezki für BBDO New York gedrehten Spot gab es in abgewandelter Form auch in den USA. Dort spielte Franklin neben Liza Minnelli, die einen zur Diva gewordenen Mann mimte. 2015 trat Franklin im Werbespot der Kreditkarte American Express auf, in dem sie aus ihrem Leben erzählte.
1972 nahm Franklin an zwei Abenden das Live-Album Amazing Grace auf: Es entstand in der Atmosphäre eines Live-Konzerts mit Publikum in der New Temple Missionary Baptist Church in Los Angeles. Die Aufnahmen wurden von einem Filmteam um den Regisseur Sydney Pollack gefilmt. Wegen eines technischen Fehlers konnten jedoch Ton- und Bildspur nicht synchronisiert werden, das Filmprojekt wurde aufgegeben. Als schließlich digitale Lösungen die Fertigstellung erlaubten, verweigerte Aretha Franklin die Erlaubnis zur Aufführung. Erst nach ihrem Tod konnte der Dokumentarfilm Aretha Franklin: Amazing Grace mit Einverständnis ihrer Familie gezeigt werden. Er wurde am 12. November 2018 auf dem Dokumentarfilmfestival DOC NYC in New York City uraufgeführt. 2019 entstand der Dokumentarfilm Aretha Franklin – Soul Sister unter der Regie von France Swimberge (Arte, Frankreich).
Im offiziellen Musikvideo 1986 von Jumpin' Jack Flash singt sie mit Whoopi Goldberg und wird u. a. begleitet von Keith Richards und Ron Wood.
Am 10. Februar 2019 wurde bekannt gegeben, dass das Thema der dritten Staffel der amerikanischen National Geographic Anthologie-Fernsehserie Genius Franklin sein würde, in der „allerersten, definitiven Miniserie über das Leben der weltweit gefeierten Queen of Soul“. Die Staffel mit Cynthia Erivo als Franklin in der Hauptrolle wurde im März 2021 ausgestrahlt. Franklins Familie verurteilte jedoch die Serie und behauptete, nicht in den Produktionsprozess involviert zu sein, obwohl das Produktionsteam angab, dass die Serie vom Franklin-Nachlass gebilligt worden sei.
Im Jahr 2021 erschien mit Respect eine Filmbiografie über Franklin.

## Ehrungen
Franklin erhielt zahlreiche Musikpreise, darunter auch 18 Grammy Awards. Den Grammy Award for Best Female R&B Vocal Performance erhielt sie elfmal. Sie gehört zu den Interpreten mit den meisten verkauften Tonträgern weltweit.
- 1968 erhielt sie den Grammy Award for Best R&B Performance.
- 1986 ernannte das Parlament des Staates Michigan ihre Stimme zur National Resource.[2] Am 3. Januar 1987 wurde sie[27] als erste Frau in die ein Jahr zuvor gegründete Rock and Roll Hall of Fame aufgenommen.
- 1990 wurde sie mit dem Grammy Living Legends Award ausgezeichnet.
- 1993 sang sie anlässlich der Amtseinführung von Präsident Bill Clinton.[28]
- 1994 erhielt sie den Lifetime Achievement Award.
- Franklin erhielt im Jahr 2005 durch George W. Bush die Presidential Medal of Freedom.[28]
- Für ihr Duett mit Mary J. Blige erhielt Aretha Franklin im Frühjahr 2008 bei der 50. Grammy-Verleihung ihren 18. Grammy Award.[29]
- In der 2008 veröffentlichten Liste Die 100 größten Sänger aller Zeiten der Musikzeitschrift Rolling Stone stand Franklin auf dem ersten Platz. In einer ähnlichen Liste hatte sie 2004 Rang neun der 100 größten Musiker aller Zeiten und damit die höchste Platzierung eines weiblichen Künstlers eingenommen.[30]
- Am 20. Januar 2009 sang sie anlässlich der Amtseinführung von US-Präsident Barack Obama vor etwa zwei Millionen Menschen.
- 2012 wurde sie in die Gospel Music Hall of Fame der Gospel Music Association aufgenommen.
- Am 12. Juli 2014 wurde ein Asteroid nach ihr benannt: (249516) Aretha.
- 2019 erhielt sie posthum eine Pulitzer-Auszeichnung.[31][32]